# کوه اشکسته
 کوه اشکسته  یک کوه در البرز مرکزی رشته کوه البرز در استان البرز ایران است. این کوه ۲۲۰۱ متر ارتفاع دارد.